# F.E.A.R. (album)
Pour les articles homonymes, voir Fear.
Albums de Papa Roach
The Connection
(2012) Crooked Teeth
(2017)
Singles
1. Warriors
Sortie : 21 octobre 2014
2. Face Everything and Rise
Sortie : 4 novembre 2014
3. Gravity
Sortie : 22 avril 2015
4. Falling Apart
Sortie : 25 décembre 2015

F.E.A.R. est le huitième album studio du groupe américain de nu metal Papa Roach, il est sorti le 27 janvier 2015 sur le label Eleven Seven Music.
Il a vendu 24.425 exemplaires aux États-Unis, au cours de sa première semaine, pour atterrir à la position n. 15 sur Billboard 200. Au Royaume-Uni, il fait mieux en débutant à la 13e place, ce qui en fait leur meilleur classement depuis Lovehatetragedy.

## Liste des chansons
| No  | Titre                         | Durée |
| --- | ----------------------------- | ----- |
| 1.  | Face Everything and Rise      | 3:11  |
| 2.  | Skeletons                     | 3:55  |
| 3.  | Broken as Me                  | 3:37  |
| 4.  | Falling Apart                 | 3:08  |
| 5.  | Love Me Till It Hurts         | 3:43  |
| 6.  | Never Have to Say Goodbye     | 3:47  |
| 7.  | Gravity (avec Maria Brink)    | 4:04  |
| 8.  | War Over Me                   | 3:58  |
| 9.  | Devil                         | 3:27  |
| 10. | Warriors (avec Royce da 5'9") | 2:55  |